# Rebellion R13
La Rebellion R13 è una vettura da competizione della categoria LMP1 costruita dal 2018 al 2022 dall'azienda francese Oreca per conto del team svizzero Rebellion Racing. Successivamente è stata ribattezzata Alpine A480 per competere nella classe Hypercar nel 2021.
La scuderia Rebellion Racing ha annunciato con un comunicato stampa a dicembre 2017 il ritorno nella classe regina LMP1 per la stagione 2018-2019. Per la realizzazione della nuova vettura la Rebellion ha avviato una collaborazione con la Oreca per la progettazione del telaio e con la Gibson per la produzione del motore. La vettura ha poi debuttato alla 6 Ore di Spa-Francorchamps 2018, arrivando terza e quarta.

## Caratteristiche tecniche

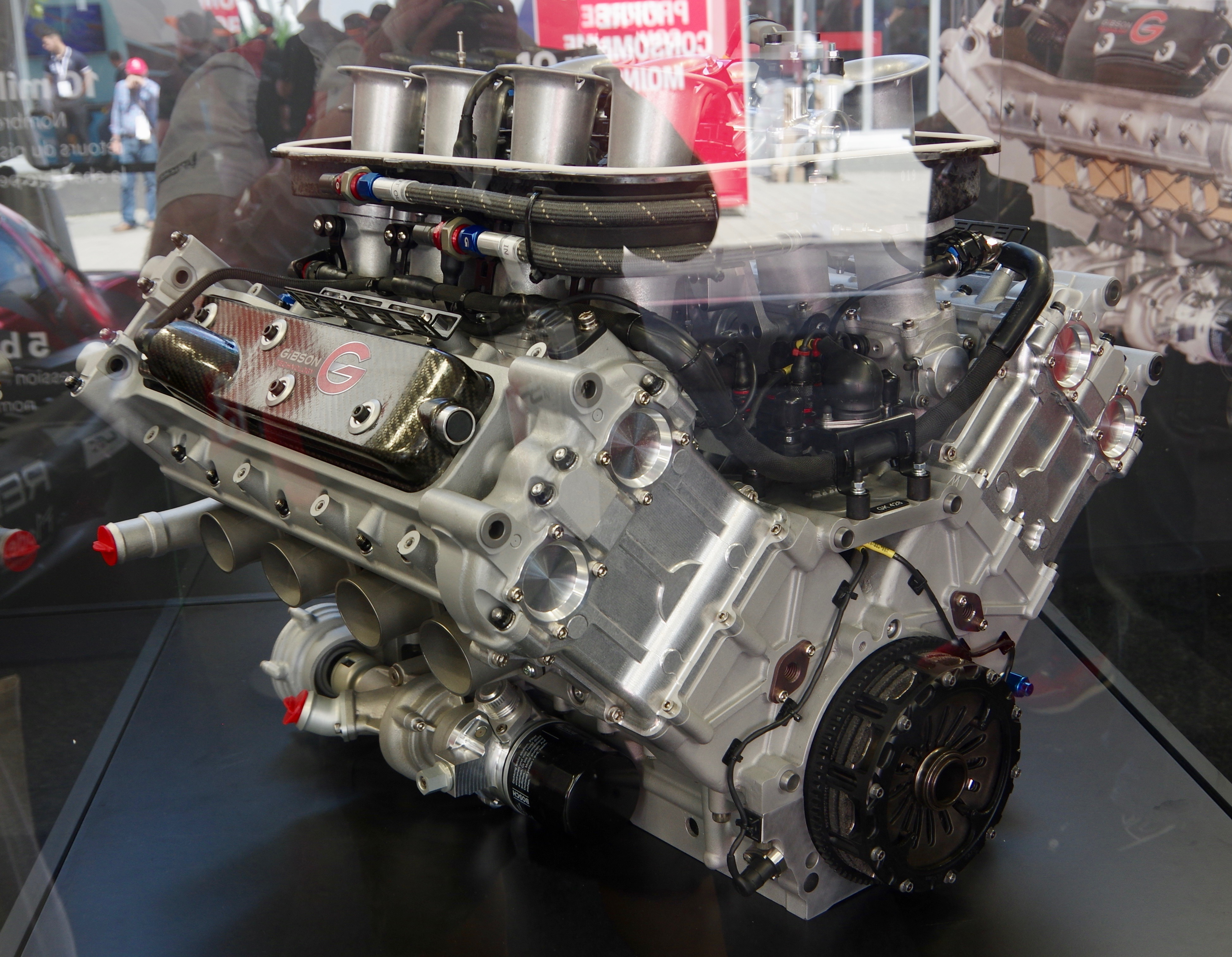
Gibson GL458

La vettura rappresenta una evoluzione del modello R-One, da cui mutua il telaio monoscocca in fibra di carbonio con rinforzi in alluminio a nido d'ape.
Ingenti modifiche furono apportate alle sospensioni, di tipo push-rod con doppio trapezio e barra antirollio e allo sterzo elettroattuato di tipo a pignone e cremagliera.
L'impianto frenante, costituito da dischi carboceramici accoppiati a pinze AP Racing a 6 pompanti, beneficiò di un nuovo setup per il raffreddamento che consentiva di mantenere più basse le temperature con ovvi benefici in termini di prestazioni e degrado dei componenti.
Nonostante le somiglianze col modello precedente il team Oreca pose particolare attenzione allo sviluppo di due nuovi pacchetti aerodinamici, uno ad altro carico e uno a basso carico che, a detta dei piloti, rappresentavano un notevole passo in avanti rispetto alla vettura LMP2, garantendo un aumento considerevole dell'aderenza.
Per quanto riguarda il motore, la scelta ricadde, su un Gibson GL458.
Questa unità, V8 aspirato di 4,5 litri con angolo tra le bancate di 90° e distribuzione DOHC a 4 valvole per cilindro capace di circa 665 CV e con regime di rotazione massimo a 9000 rpm, interamente realizzato in alluminio e provvisto di lubrificazione a Carter secco aveva un peso di circa 127 kg ed era montato in posizione centrale longitudinale.
Il cambio era un Xtrac sequenziale a 6 rapporti e trasmetteva il moto alle ruote posteriori.

## Risultati sportivi

### Campionato del mondo endurance

#### R13-LMP1E-01
Questa vettura, tranne che nel test pre-stagionale del Circuito Paul Ricard tenutosi nel 2018, venne schierata col numero 3.

##### 2018
Esordio lusinghiero, con un terzo posto alla 6 Ore di Spa-Francorchamps, seguito dalla piazza d'onore conquistata alla 24 Ore di Le Mans e dalla vittoria alla 6 Ore di Silverstone, i restanti eventi della stagione si conclusero con un ottavo posto al Circuito del Fuji e un quinto posto alla 6 Ore di Shanghai.

##### 2019
I migliori risultati della stagione furono l'argento raccolto alla 6 Ore di Spa e il bronzo alla 4 Ore di Silverstone, accompagnati dal quinto posto alla 24 Ore di Le Mans e dal quarto posto alla 1000 miglia di Sebring.

##### 2020
Nell'ultima stagione disputata la vettura prese parte solo alla 24 Ore di Le Mans, terminando in quarta posizione assoluta.

#### R13-LMP1E-02
Questa vettura venne schierata col numero 1.

##### 2018
Ottenuto il settimo posto alla 6 Ore di Spa-Francorchamps, la stagione migliorò con il quarto alla 24 Ore di Le Mans; l'esperienza accumulata permise di cogliere la seconda posizione alla 6 Ore di Silverstone, i restanti eventi della stagione si conclusero con un terzo posto al Circuito del Fuji e un quarto alla 6 Ore di Shanghai.

##### 2019
Al quinto posto al debutto a Spa fece seguito un quarto posto a Le Mans e un tonfo con la decima posizione di Silverstone; i progressi non tardarono a concretizzarsi nel terzo posto al Fuji, e in Baharain e nella vittoria ottenuta a Shangai

##### 2020
L'ultima stagione disputata con i colori Oreca fu la più interessante e vide la vettura a podio in tutti gli eventi disputati, con la vittoria alla 6 Ore di Austin, il terzo posto alla 6 Ore di Spa e la seconda posizione conquistata alla 24 ore di Le Mans.

## Alpine A480

La Alpine A480 alla 24 Ore di Le Mans 2022

### 2021
La vettura venne iscritta coi colori Alpine Elf Matmut in classe Hypercar, in quanto i regolamenti hanno permesso di iscrivere una vettura di classe LMP1 per i primi anni, andando a podio nelle tre gare cui prese parte, precisamente con il secondo posto alla 6 Ore di Spa, il terzo alla 8 Ore dell'Algarve e un ulteriore secondo posto alla 6 Ore di Monza.

### 2022
Ancora vestita dei colori Alpine Elf Matmut la vettura ha conquistato la vittoria alla 1000 miglia di Sebring, alla 6 ore di Monza e il secondo posto alla 6 Ore di Spa-Francorchamps. Questo è l'ultimo anno di utilizzo della Rebellion rimarchiata Alpine in quanto non è stato più possibile schierare vetture di classe LMP1 dal 2023, per cui il team Alpine Elf Matmut si iscrive in classe LMP2 con una Oreca 07.